# Марксизм и национальный вопрос
«Марксизм и национальный вопрос» — теоретическая работа Иосифа Сталина, написанная в Вене и опубликованная в 1913 году. После статей и выступлений лидера большевиков Владимира Ленина работа Сталина была первой большевистской работой в российском рабочем движении, в которой рассматривались и опровергались доводы сторонников «культурно-национальной автономии» от австромарксизма. Работа приобрела известность среди российских марксистов, в среде которых И. В. Сталин получил известность как специалист по национальным проблемам. В работе Сталин даёт и определение нации на основании «четырёх признаков», каждый из которых обязателен. После переоценки сталинского наследия работа подверглась критике на основании критики со стороны Ленина.

## Содержание
Сталин начинает с описания «контрреволюции», породившей «волну национализма» как сверху, так и «снизу». В частности, он называет «сионизм среди евреев», «шовинизм в Польше», «панисламизм среди татар», национализм армян, грузин и украинцев. Сталин призывает социал-демократию «дать отпор национализму», противопоставив ему «испытанное оружие интернационализма». Критически он оценивает новые требования Бунда по «празднованию субботы» и «признанию жаргона».
Сталин определяет нацию как «исторически сложившуюся устойчивую общность людей, возникшую на базе общности языка, территории, экономической жизни и психического склада». Государственная общность при этом не тождественна «общности национальной». Например, нация отсутствовала в «великом государстве Кира» или в Австрии.
Существенными критериями нации являются следующие.
1. «Общность языка» — чехи сохраняют свое своеобразие в Австро-Венгрии благодаря отдельному языку.
2. «Общность территории» — «северо-американцы» говорят на одном языке с англичанами, но территориально не образуют с ними единой нации.
3. «Общность экономической жизни» — грузины до XIX века жили разными экономически обособленными княжествами на одной территории и не образовывали единой нации.
4. «Национальный характер» — ирландцы говорят на одном языке с англичанами, населяют одну и ту же территорию и живут общей экономической жизнью, но имеют «своеобразный психический склад».

На основании этих критериев Сталин полагал, что русские, галицийские, американские, грузинские и горские евреи не образуют единой нации, поскольку связывают их только «религия, общее происхождение и остатки национального характера». По этому вопросу он полемизирует с Отто Бауэром, обвиняя того в спиритуализме. Европейские нации (англичане, французы, итальянцы, германцы), по мнению Сталина, сложились в эпоху капитализма, который сменил собой «феодальную раздробленность».
В Восточной Европе национальные государства не складывались: здесь появились «ядра национальностей» в «междунациональных государствах» — немцы, мадьяры и великороссы. Однако капитализм пробуждает к жизни «оттесненные нации» (хорваты, поляки, латыши, литовцы), что вызывает борьбу «мелкой буржуазии угнетенной нации против крупной буржуазии командующей нации». При этом Сталин полагает, что пролетариату «незачем становиться под знамя буржуазии», поскольку «национальная борьба» способна опуститься до «резни и погромов». Однако рабочим необходимо «бороться против политики угнетения наций». Иммунитетом против национальной борьбы является демократизация по примеру Швейцарии. Признавая право наций на самоопределение, Сталин полагал, что «закавказские татары» не должны отделяться от России. Также критикует он идею австромарксистов о национальной автономии, культивирующую консервацию национальных особенностей (вроде «самобичевания в праздник шахсей-вахсей» для «закавказских татар») и попытку «повернуть назад колесо истории». Сходным образом Сталин критикует идею бундовцев о национальной автономии для евреев: ассимиляцию евреев он считал объективным процессом. На Кавказе Сталин отмечал «целый ряд народностей с примитивной культурой» (абхазцы, аджарцы, ингилойцы, ингуши, лезгины, мингрельцы, сваны), для которых сложно выполнить требование национальной автономии. Он призывал их «вылупиться из скорлупы мелконациональной замкнутости» и «подняться на высшие ступени культуры». Решение национального вопроса Сталин усматривал в «областной автономии» для «определившихся единиц», таких как Кавказ, Литва, Польша, Украина и т. п., где будет осуществлена демократизация и соблюдены права пользования родным языком.

## Оценки
Как отмечает проф. ВШЭ и РГГУ Ю. П. Зарецкий: «Хорошо знакомые нам понятия „нация“ и „национальность“ вошли в наш политический, научный и повседневный лексикон в значительной мере благодаря российским социал-демократам, которые, как известно, были довольно хорошо знакомы с современной им западной общественной наукой (преимущественно немецкой). Принципиальное значение для введения в обиход этих понятий имела знаменитая статья Иосифа Сталина „Марксизм и национальный вопрос“. Написанная в Вене в 1913 г., она после победы большевистской революции превратилась не только в „азбуку“ национального строительства, но и в важнейший инструмент укоренения новых понятий в русском языке. Нужно добавить, что многие базовые положения этой статьи не слишком оригинальны — они, фактически, суммируют осмысление понятия „нация“ в немецкой науке второй половины XIX — начала XX в. Однако Сталину удалось превратить эту сумму в ясные чеканные формулы, причем сделать это настолько профессионально, что на его определение „нации“ этнологи ссылаются и сегодня — как на пример понимания „нации“ наукой конца XIX в.»
Согласно Коммунистической партии Греции (2020), эта работа Сталина «является одной из важнейших марксистских книг по данному вопросу».

## Критика
Ленин критиковал понимание Сталиным права нации на самоопределение: в то время как Ленин настаивал на том, что «неправильно было бы под правом на самоопределение понимать что-либо иное кроме права на отдельное государственное существование», Сталин считал право на самоопределение «правом устроить свою жизнь на началах автономии», правом на федерацию и правом на отделение.

«Между прочим, нетрудно видеть, почему под правом “самоопределения” наций нельзя с социал-демократической точки зрения, понимать ни федерации, ни автономии (хотя, абстрактно говоря, и то и другое подходит под “самоопределение”). Право на федерацию есть вообще бессмыслица, ибо федерация есть двусторонний договор... Что же касается автономии, то марксисты защищают не “право на” автономию, а самое автономию как общий, универсальный принцип демократического государства с некоторым национальным составом, с резким различием географических и др. условий. Поэтому признавать “право наций на автономию” было бы также бессмысленно, как и “право наций на федерацию”».
Кроме того, в то время как Сталин писал, что на съезде СДПА в 1899 году была принята программа культурно-национальной автономии, Ленин писал, что «принята территориальная национальная автономия, и только пропаганда социал-демократией обязательного союза всех национальных областей есть компромисс с идеей "культурно-национальной автономии"».
В 1966 году советский и российский историк, философ и этнолог Ю. И. Семёнов в статье «Из истории теоретической разработки В. И. Лениным национального вопроса», опубликованной в журнале «Народы Азии и Африки», дал критику этой работы И. В. Сталина, показав, что она «представляет собой не теоретический труд, а одну из многих выходивших в те годы популярных брошюр; в ней нет ни одной оригинальной мысли; в знаменитом четырёхэлементном сталинском определении нации три первых признака позаимствованы у К. Каутского, а четвёртый — у О. Бауэра; часть текста в работе Сталина — это плагиат из сочинений К. Каутского и О. Бауэра; работа содержит массу грубейших неточностей и фактических ошибок». Кроме того, Семёнов раскритиковал работу как теоретически несостоятельную, сводящемуся к простому перечислению признаков, каждый из которых Сталин считал обязательным, хотя эту обязательность легко оспорить; в то время как Ленин стремился проанализировать вопрос диалектически, сталинское определение построено исключительно на эклектизме, из-за чего знаменитые «четыре признака» не выражают сущности наций и «не дают провести качественную грань между <нацией> и всеми остальными <явлениями>», так как «полностью подходят и первоначальный род, и племя». Кроме того, Семёнов указал, что различие Ленина и Сталина в подходах привело их к разным выводам в понимании права на самоопределение.
Также Семёнов отметил, что в условиях, когда «наше высшее партийное руководство взяло курс на ползучую ресталинизацию», а на заседании редакционной коллегии журнала «подавляющее большинство присутствовавших высказалось против публикации статьи», включая члена редакционной коллегии и заместителя заведующего Международным отделом ЦК КПСС Р. А. Ульяновского, И. С. Брагинский, бывший в то время главным редактором журнала, сумел отстоять статью Семёнова. Через некоторое время, прошедшее после её публикации, Семёнов узнал, что руководство Отдела науки ЦК КПСС внесло предложение об обязательном включении этой работы Сталина «в программы курсов по философии, научному коммунизму и истории партии». Однако «с большим трудом противникам этого предложения всё же удалось провалить его», причем, согласно сведениям Семёнова, «важным их аргументом являлась ссылка на мою статью, в которой, как они указывали, работа Сталина была полностью развенчана».
Французский историк Пьер Вилар считал данную работу Сталина «лучшим из когда-либо написанных синтетических исследований национального факта XIX века».